# Prostituzione in Giappone

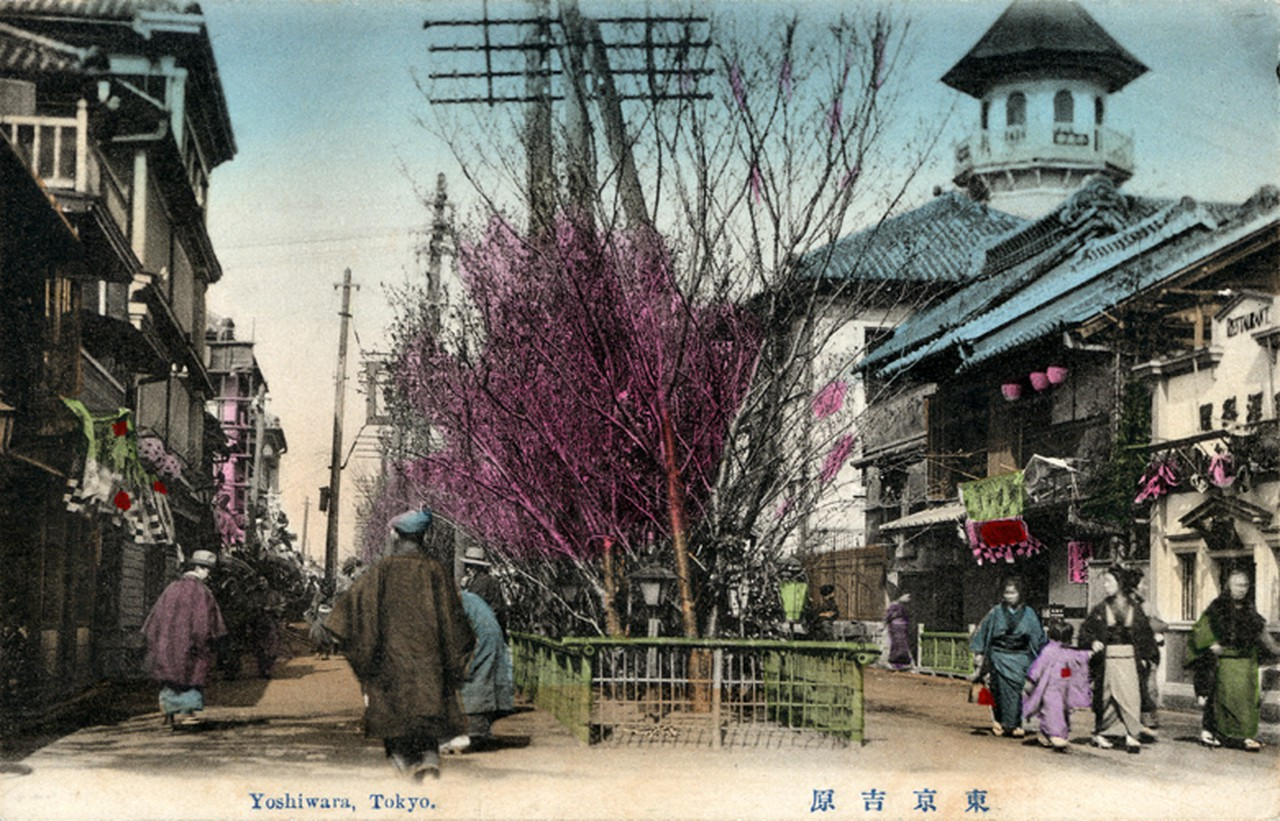
Il quartiere del piacere di Yoshiwara in una cartolina del periodo Edo

La prostituzione in Giappone è esistita lungo tutto il corso della storia del paese. Mentre la legge anti-prostituzione del 1956 afferma che «nessuno può compiere attività legate alla prostituzione o diventarne avventore» esistono a ciò scappatoie; interpretazioni liberali e applicazione a larghe maglie della legge hanno permesso all'industria del sesso di prosperare ed arrivare a guadagnare, secondo una stima, fino a 2,3 trilioni di yen (24 miliardi di euro) all'anno.
In Giappone la cosiddetta industria del sesso (風俗?, fūzoku, letteralmente "morale pubblica") non è sinonimo di prostituzione. Dal momento che il diritto giapponese definisce la prostituzione come «il rapporto sessuale con una persona non specificata in cambio di un pagamento» la maggior parte dei locali fūzoku per rimanere entro la legalità offre solamente servizi che non comprendono il coito come la conversazione, la danza e attività legate all'igiene personale. Ciononostante i sondaggi del MiW e del National Women's Education Center of Japan hanno rivelato che tra il 20 e il 40% degli uomini giapponesi ha pagato per ricevere in cambio servizi sessuali.

## Storia
A partire dal XV secolo cinesi, coreani e altri visitatori dell'Asia orientale erano assidui frequentatori dei bordelli in Giappone. Una tale pratica è poi proseguita tra i visitatori provenienti dalle regioni occidentali, per lo più commercianti europei, i quali provenivano spesso con il loro seguito dall'Asia meridionale (in alcuni casi, in aggiunta ai membri dell'equipaggio vi erano anche africani).
Questo ha avuto inizio con l'arrivo delle navi portoghesi in terra giapponese nel corso del XVI secolo, quando la popolazione locale dava per scontato che gli occidentali provenissero da Tenjiku (天竺? "dimora celeste"), l'antico nome cinese ed in seguito adottato anche in Giappone per indicare il subcontinente indiano (così chiamato a causa della sua importanza come luogo di nascita del buddhismo) e credevano che il cristianesimo fosse una nuova forma di fede indiana.
Questa serie di presupposti errati sono stati causati dal fatto che lo Stato indiano di Goa era una delle basi centrali per la Compagnia delle Indie orientali portoghese e a causa del fatto che una parte significativa degli equipaggi saliti a bordo sulle navi portoghesi erano cristiani indiani.
I visitatori portoghesi e i loro membri d'equipaggio asiatici e africani del sud, spesso erano impegnati in operazioni di tratta degli schiavi in Giappone. Essi compravano o catturavano giovani donne e ragazze giapponesi che erano poi utilizzate come schiave sessuali sulle loro navi; in alternativa venivano condotte a Macao e nelle altre colonie dell'impero portoghese nel sudest asiatico, nelle Americhe e in India, ove vennero a costituire agli inizi del XVII secolo una comunità di schiavi giapponesi e poi commercianti a Goa.
Più tardi la compagnia delle Indie europea comprese anche gli olandesi e i britannici, i quali vennero coinvolti nel giro della prostituzione durante le loro visite e i soggiorni compiuti in Giappone.

### Periodo Edo
Nel 1617 lo shogunato Tokugawa emise un'ordinanza nel tentativo di limitare la prostituzione a determinate aree della periferia cittadina che divennero note col nome di yūkaku (遊廓? o 遊郭?). Le tre più famose sono state Yoshiwara a Edo (l'odierna Tokyo), Shinmachi a Osaka e Shimabara a Kyoto.
Le prostitute e le cortigiane venivano concesse in licenza come yūjo (遊女?), "donne di piacere", ed erano valutate in base ad una gerarchia molto elaborata con le tayū e poi le oiran al vertice. I distretti adibiti venivano murati e custoditi per la tassazione e il controllo dell'accesso. Ai rōnin, samurai senza padrone, non era permesso l'ingresso; le prostitute non potevano uscire se non per visitare i parenti moribondi e, una volta all'anno, per lo hanami (l'ammirazione dei ciliegi in fiore).

### Nell'era moderna anteguerra
L'apertura del Giappone al mondo (Bakumatsu) e la conseguente marea di influenze occidentali che ne derivarono hanno determinato tutta una serie di cambiamenti nel periodo Meiji. I romanzieri giapponesi, in particolare la scrittrice e poetessa Ichiyō Higuchi, hanno cominciato a richiamare l'attenzione sul confinamento e l'esistenza squallida a cui erano sottomesse le prostitute delle classi inferiori nei quartieri a luci rosse.
Nel 1872 il cosiddetto incidente diplomatico della María Luz portò il governo a produrre una nuova legislazione emancipando i reietti burakumin, tutti gli emarginati che erano stati rifiutati o cacciati, le prostitute ed altre forme di lavoro forzato per debito in tutto il paese.
Nei primi anni del Novecento il governo limitò ulteriormente le condizioni di lavoro della prostituzione, e nel 1908 furono introdotte le prime forme di penalità per la prostituzione non regolamentata.

### Nel dopoguerra
Subito dopo la seconda guerra mondiale fu costituita dal governo di Naruhiko Higashikuni tutta un'organizzazione di bordelli per servire le forze armate alleate d'occupazione del Giappone. Il 19 agosto 1945 il Ministero degli interni ordinò agli uffici del governo locale di istituire un servizio di prostituzione per i soldati alleati per «preservare la "purezza" della razza giapponese».
La forza di polizia giapponese era responsabile nella mobilitazione delle donne atte a servire in queste stazioni in modo simile al modo in cui i militari giapponesi fecero durante la guerra del Pacifico. Le forze di polizia mobilitate sia per le prostitute con licenza sia per quelle senza licenza contribuivano a controllare i servizi svolti in questi campi. Nell'istituzione e nella messa in regola di tali stazioni fu decisivo il contributo degli assessori di gabinetto Yoshio Kodama e Ryōichi Sasakawa.
Il Comandante supremo delle forze alleate fece abolire il sistema della prostituzione su licenza nel 1946, il che portò al cosiddetto sistema akasen (赤線? "linea rossa"), in base al quale alcuni locali notturni iniziarono a offrire servizi sessuali continuando a esercitare come un normale club o café. Le autorità di polizia locale tradizionalmente regolavano la posizione di tali stabilimenti disegnando linee rosse su una mappa. In altre zone, nei cosiddetti locali a "linea blu", servizi sessuali erano offerti in ristoranti, bar o altri stabilimenti meno strettamente regolamentati. A Tokyo, i più noti quartieri a "linea rossa" erano Yoshiwara e Shinjuku Ni-chōme, mentre il più noto quartiere a "linea blu" è stato Kabukichō.
Nel 1947 un'ordinanza imperiale puniva le persone che allettavano le donne ad agire come prostitute, ma la prostituzione in sé è rimasta legale. Diverse le tasse che sono state introdotte per aggiungere ulteriori sanzioni legali contro la sollecitazione alla prostituzione, ma non sono state approvate a causa di dispute nella misura appropriata di punizione.
Il 24 maggio 1956 la Dieta nazionale del Giappone approvò la legge anti-prostituzione, entrata in vigore nel mese di aprile 1958. Secondo la legge l'atto di avere un rapporto sessuale in cambio di una compensazione effettiva o promessa è considerato reato. Questo mise fine ai sistemi di "linea rossa" e "linea blu" ma permise a tutta una serie di stabilimenti di continuare a offrire servizi sessuali a pagamento sotto la dicitura di "intrattenimento sessuale", ad esempio, soapland e centri massaggi (in giapponese ファッションヘルス?, fasshon herusu, dall'inglese fashon-health).

## Connotazioni religiose

### Shinto
La fede dello shintoismo non considera il sesso come un tabù. La prostituzione sacra era stata ampiamente praticata all'interno della tradizione delle miko durante l'era pre-Meiji.

### Buddhismo
Gli insegnamenti buddisti per quanto riguarda il sesso sono piuttosto riservati e il buddhismo «in linea con il principio della Via di mezzo, non sarebbe favorevole né al puritanesimo estremo né all'estremo permissivismo». Il buddhismo ha regole e protocolli per coloro che sono preposti a vivere i principi buddisti nei monasteri e anche per la parte laica del sangha. Per i monaci buddisti o per le monache la castità è obbligatoria poiché vivono sulla premessa di sbarazzarsi di ogni sentimento di attaccamento. Il loro modo di vivere è regolato da regole molto rigide per quanto riguarda il comportamento e questo include anche il sesso.
Per quanto riguarda i buddisti laici invece, non ci sono regole specifiche da seguire sul sesso; anche se qualsiasi tipo di abuso è considerato come "cattiva condotta".

## Prostituzione oggi

### Status legale
L'articolo 3 della legge anti-prostituzione (売春防止法?, Baishun bōshi hō) del 1956 afferma che «nessuno può compiere attività legate alla prostituzione o diventarne avventore», ma nessuna pena giudiziaria è definita per questo atto. Al contrario, l'articolo seguente proibisce, con pena di sanzione, il favoreggiamento e lo sfruttamento della prostituzione.
La definizione della prostituzione è strettamente limitata al coito. Ciò significa che la pratica del sesso orale, del sesso anale, della spagnola e di altri atti sessuali non coitali dietro pagamento è considerata legale. La legge sulla morale pubblica del 1948 (風俗営業取締法?, Fūzoku eigyō torishimari hō), modificata nel 1985 e nel 1999, si propone di regolamentare questo tipo di attività.